# Гетьман, Виктор Григорьевич
Виктор Григорьевич Гетьман (укр. Віктор Григорович Гетьман; род. 1941) — советский и украинский учёный, доктор экономических наук, профессор.

## Биография
Родился 12 декабря 1941 года в Авдеевке Донецкой области Украинской ССР.
В 1958 году окончил техникум, в 1964 году — Ростовский финансово-экономический институт (позже — Ростовский институт народного хозяйства, ныне Ростовский государственный экономический университет) по специальности «Бухгалтерский учёт». После окончания техникума работал главным бухгалтером на одном из предприятий в Донбассе.
С 1964 по 1967 год обучался в Ростове-на-Дону в очной аспирантуре Ростовского института народного хозяйства на кафедре «Бухгалтерского учёта и анализа хозяйственной деятельности», по окончании которой защитил кандидатскую диссертацию. В 1967—1968 годах работал преподавателем в этом же вузе. Затем в течение почти тридцати лет В. Г. Гетьман работал в Донецком государственном университете на различных преподавательских должностях (в том числе заведовал кафедрой «Бухгалтерского учёта и экономического анализа») и двенадцать лет (1985—1997) был деканом учётно-финансового факультета. В 1991 году защитил докторскую диссертацию и получил учёную степень доктора экономических наук. В этом же году получил учёное звание профессора. В 1994 году стал академиком Академии экономических наук Украины.
С марта 1997 года Виктор Гетьман работает в Москве, заведует кафедрой «Бухгалтерский учёт» в Финансовом университете при Правительстве РФ. Параллельно является председателем учебно-методического совета УМО вузов России по специальности «Бухгалтерский учёт, анализ и аудит». Руководит магистерской программой «Международный учет и аудит».
Виктор Григорьевич Гетьман написал и опубликовал свыше 390 научных и учебных работ, в том числе и в зарубежных изданиях, посвященных проблемам учёта, анализа и аудита. Под его руководством был создан комплекс учебных программ по 72 специальным учебным дисциплинам, которые сейчас используются в вузах России, занятых подготовкой бухгалтеров и аудиторов. Он является членом редакционных коллегий ряда специальных журналов.
Имеет Почетное звание «Заслуженный работник высшей школы Российской Федерации» (Указ Президента РФ от 21.01.2011). Распоряжением Правительства РФ от 25 октября 2010 года № 1868-р Гетьману Виктору Григорьевичу присвоено звание «Лауреат премии Правительства Российской Федерации в области образования» за цикл научных трудов, учебно-методических и прикладных разработок «Формирование и развитие системы непрерывного финансового образования и трансграничного распространения финансовой грамотности, включающей специализированный интернет-портал и комплект мультиформатных учебников, учебных пособий, методических разработок».